# Bouansa
Bouansa (s’écrit également Buansa ou Bwansa), située dans le département de la Bouenza, à plus de 200 km de la capitale Brazzaville est une localité du sud de la République du Congo. Elle est le chef-lieu du district portant le même nom.